# Langmuir (Zeitschrift)
Langmuir (nach ISO 4-Standard in Literaturzitaten ebenfalls als Langmuir bezeichnet) ist eine wissenschaftliche Fachzeitschrift, die von der American Chemical Society veröffentlicht wird. Sie ist nach dem amerikanischen Chemiker und Physiker Irving Langmuir benannt und erscheint mit 24 Ausgaben im Jahr. Es werden Artikel veröffentlicht, die sich mit Kolloiden, Grenzflächen und Nanomaterialien beschäftigen.
Der Impact Factor lag im Jahr 2020 bei 3,882. Nach der Statistik des Web of Science wird das Journal mit diesem Impact Factor in der Kategorie multidisziplinäre Chemie an 70. Stelle von 178 Zeitschriften, in der Kategorie multidisziplinäre Materialwissenschaften an 138. Stelle von 334 Zeitschriften und in der Kategorie physikalische Chemie an 72. Stelle von 162 Zeitschriften geführt.